# Mike Binder
Pour les articles homonymes, voir Binder.
Mike Binder est un acteur et réalisateur américain né en 1958, à Detroit (Michigan).

## Biographie
Mike Binder a grandi à Birmingham dans le Michigan. Il a commencé sa carrière en tant que scénariste et comédien.

## Filmographie

### Comme acteur
- 1979 : Can You Hear the Laughter? The Story of Freddie Prinze (en) (TV) de Burt Brinckerhoff : Alan Bursky
- 1980 : The Hollywood Knights de Floyd Mutrux : Pledge
- 1983 : Diner de Barry Levinson : Eddie
- 1990 : La Fête à la maison (Full House) (série télévisée, 1 épisode) de Bill Foster : Steve
- 1992 : Crossing the Bridge réalisé par lui-même : Narrateur
- 1994 : Blankman réalisé par lui-même : Dr Victor Norris
- 1998 : 4 Second Delay de Rod Lurie (court-métrage)
- 1999 : The Sex Monster réalisé par lui-même : Marty Barnes
- 2000 : Manipulations (The Contender) de Rod Lurie : Lewis Hollis
- 2001 : Londinium réalisé par lui-même : Ben Greene
- 2001 : The Search for John Gissing réalisé par lui-même : Matthew Barnes
- 2001 : Larry et son nombril (Curb Your Enthusiasm) (série télévisée, 1 épisode) de Robert B. Weide (en) : Mike Binder
- 2001 : Le Journal intime d'un homme marié (The Mind of the Married Man) (série télévisée) réalisé par lui-même : Micky Barnes
- 2002 : Minority Report de Steven Spielberg : Leo Crow
- 2005 : Les Bienfaits de la colère (The Upside of Anger) réalisé par lui-même : Adam 'Shep' Goodman
- 2005 : The Amateurs (The Moguls) de Michael Traeger : Le patron d'Andy
- 2005 : Commander in Chief (série télévisée, 1 épisode) de Daniel Attias : Evan Hutchins
- 2006 : Agent de stars (Man About Town) réalisé par lui-même : Morty
- 2006 : Boston Justice (Boston Legal) (série télévisée, 1 épisode) de Robert Yannetti : Clarence Nichols
- 2007 : À cœur ouvert (Reign Over Me) réalisé par lui-même : Bryan Sugarman
- 2009 : Les Vies privées de Pippa Lee (The Private Lives of Pippa Lee) : Sam Shapiro

### Comme réalisateur
- 1992 : Crossing the Bridge
- 1993 : L'Été indien (Indian Summer)
- 1994 : The Making of Blankman (TV)
- 1994 : Blankman
- 1995 : American Gothic (série télévisée)
- 1999 : The Sex Monster
- 2001 : Londinium
- 2001 : The Search for John Gissing
- 2001 : Le Journal intime d'un homme marié (The Mind of the Married Man) (série télévisée)
- 2005 : Les Bienfaits de la colère (The Upside of Anger)
- 2006 : Agent de stars (Man About Town)
- 2007 : À cœur ouvert (Reign Over Me)
- 2014 : Black or White